# Jörg Strenger

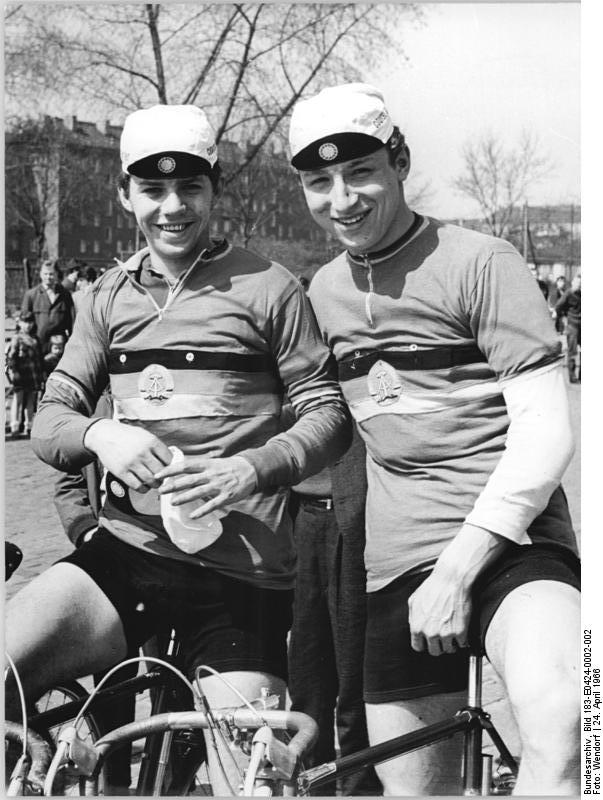
Michael Milde und Jörg Strenger (rechts)

Jörg Strenger (* 5. Juli 1948) ist ein deutscher ehemaliger Radrennfahrer und  Radsportmanager.

## Leben
Mitte der 1960er Jahre war er als Radsportler im SC DHfK Leipzig als Bahn- und Straßenfahrer aktiv. 1967 bestritt er die DDR-Rundfahrt und beendete das Rennen als 51. des Gesamtklassements. Strenger war zu Zeiten der Deutschen Demokratischen Republik Major des Ministeriums für Staatssicherheit und in diesem Amt bei der MfS-Bezirksverwaltung Leipzig in der Abteilung XX beschäftigt. Dort gehörte die „Absicherung des Staatsapparats, staatlicher Institutionen, von Kirche und Kultur“ zu seinen Aufgabenbereichen. Seiner Abteilung unterstand auch die Überwachung der Deutschen Hochschule für Körperkultur und Sport (DHfK) sowie des Forschungsinstituts für Körperkultur und Sport. Er war Leiter der MfS-Arbeitsgruppe „Aktionen und Einsätze“ und als solcher auch für die Turn- und Sportfeste der DDR in Leipzig zuständig. In seiner Abteilung unterstanden Strenger 1989 95 Mitarbeiter.
Zwischen 2001 und 2005 war Strenger Manager des Radrennstalls Wiesenhof. Er war entscheidend am Aufbau des Team Milram beteiligt, indem er den Kontakt zum Unternehmen Nordmilch herstellte. Im September 2005 wurde Strenger als Manager der neuen Mannschaft vorgestellt, wenige Tage später aber wieder entlassen, da Strenger nach Ansicht des Vorstandsvorsitzenden von Nordmilch „ein konstituierender Teil des menschenverachtenden Systems“ in der DDR war. Strenger machte eigener Aussage nach gegenüber niemandem einen Hehl aus seiner Vergangenheit.
Von 1997 bis 2004 war Strenger für die Internationale Friedensfahrt als Mitorganisator und Marketingbeauftragter tätig. Ihm wurde zugeschrieben, durch das Gewinnen von Geldgebern das Überleben des Rennens gesichert zu haben. Der Zeitung Die Welt zufolge galt Strenger neben Täve Schur und Volker Mattausch als Retter der bis 2006 bestehenden Friedensfahrt. Mit seiner Sport- und Marketingagentur war Strenger Veranstalter von Radrennen, unter anderem der Deutschen Straßenmeisterschaften 2006 und ab 2009 der Tour de Sandanski in Bulgarien. Des Weiteren führte er zusammen mit Olaf Ludwig Touren für Freizeitradsportler in Bulgarien und an der Ostsee durch.
Er war Geschäftsführer des Molkereiunternehmens Sahneböhm GmbH und ab 2008 Geschäftsführer des Unternehmens Frischepartner-Sahneböhm GmbH, einer Handelsvertretung für Lebensmittel und andere Waren.